# UFC 41
UFC 41: Onslaught è stato un evento di arti marziali miste tenuto dalla Ultimate Fighting Championship il 28 febbraio 2003 al Boardwalk Hall di Atlantic City, Stati Uniti.

## Retroscena
L'incontro per il titolo dei pesi leggeri tra B.J. Penn e Caol Uno altro non era che la finale di un torneo a quattro, dove i due sconfitti delle semifinali Matt Serra e Din Thomas si sfidarono in un incontro di consolazione.
Con il risultato di parità il titolo rimase ancora una volta vacante.

## Risultati

### Card preliminare
- Incontro categoria Pesi Leggeri:  Yves Edwards contro  Rich Clementi

Edwards sconfisse Clementi per sottomissione (strangolamento da dietro) a 4:07 del terzo round.
- Incontro categoria Pesi Massimi:  Gan McGee contro  Alexandre Dantas

McGee sconfisse Dantas per KO Tecnico (colpi) a 4:49 del primo round.
- Incontro categoria Pesi Leggeri:  Din Thomas contro  Matt Serra

Thomas sconfisse Serra per decisione divisa a 15:00.

### Card principale
- Incontro categoria Pesi Massimi:  Vladimir Matyushenko contro  Pedro Rizzo

Matyushenko sconfisse Rizzo per decisione unanime a 15:00.
- Incontro categoria Pesi Medi:  Matt Lindland contro  Phil Baroni

Lindland sconfisse Baroni per decisione unanime a 15:00.
- Incontro per il titolo dei Pesi Leggeri:  B.J. Penn contro  Caol Uno

L'incontro tra Penn e Uno terminò in parità e il titolo dei pesi leggeri rimase vacante.
- Incontro categoria Pesi Massimi:  Frank Mir contro  Tank Abbott

Mir sconfisse Abbott per sottomissione (toe hold) a 0:46 del primo round.
- Incontro per il titolo dei Pesi Massimi:  Ricco Rodriguez (c) contro  Tim Sylvia

Sylvia sconfisse Rodriguez per KO (pugni) a 3:06 del primo round e divenne il nuovo campione dei pesi massimi.